# Октавія (трагедія)
«Октавія» (лат. Octavia) — трагедія, написана в I столітті н. е. латиною і традиційно приписувана Сенеці. Її дія відбувається в 62 році н. е.. протягом трьох днів, протягом яких імператор Нерон розлучається зі своєю дружиною Клавдією Октавією і одружується з Поппеєю Сабіною. Нерон, що відчуває спалахи гніву, не бажає дослухатися до порад свого наставника Сенеки та стримувати пристрасті.
Сучасна наука в цілому відкидає атрибуцію трагедії Сенеки Молодшого і вважає, що «Октавія» була написана вже в часи династії Флавіїв, після смерті Нерона і Сенеки. Вважається ледь можливим, щоб Сенека написав настільки критичний стосовно влади твір; втім, у трактаті «Про гнів» (De Ira), що, безумовно, належав йому, містяться настанови правителям, також політично небезпечні.

## Дійові особи
- Октавія.
- Годувальниця Октавії.
- Сенека.
- Нерон.
- Префект.
- Агрипіна.
- Поппея.
- Годувальниця Поппеї.
- 2 хори римських громадян.